# Мопс
Мопс (грч. Μόψος) је у грчкој митологији било име више личности.

## Етимологија
Мопс је била краљевска титула на Киликији (која се у миту помиње у вези са овим именом) у 8. веку п. н. е. Ово име је можда изведено из грчке речи moschos што би значило „теле“.

## Митологија
1. Мопс је био један од Лапита, епонимни херој тесалског града Мопсиона на западним падинама планине Осе. Био је Ампиков или Аполонов и Хлоридин син. Учествовао је у борби Лапита са кентаурима, у лову на Калидонског вепра и погребним играма приређеним поводом Пелијине смрти, али је најзначајнију улогу имао у походу Аргонаута. Уз Идмона, био је званични пророк и он је био тај који је одредио време поласка лађе Арго, а такође је очистио Аргонауте од греха због убиства долионског краља Кизика. При повратку из Колхиде, у Либији га је ујела отровна змија и издахнуо је.[2] Неки извори тумаче да опис његове смрти указује да су врхови стрела премазивани отровом, те да је он заправо страдао у сукобу.[1] Другови су га сахранили са почастима, а као надгробни споменик поставили су даску са своје лађе.[2] О њему су писали Хесиод, Хигин, Овидије у „Метаморфозама“ и други аутори.[3]
2. Мопс је било име још једног пророка о коме су писали Аполодор, Паусанија и други.[3] Био је син пророчице Манте и унук Тиресије, такође пророка. Отац му је био или Аполон или Аргивац Ракије. Заједно са мајком је дошао из Делфа у Малу Азију, па је у Клару основао Аполоново светилиште. Мопс је поседовао изузетан дар прорицања, тако да је његов супарник Калхант пресвиснуо када је схватио да га је превазишао. Заједно са другим пророком, Амфилохом, основао је неколико градова у Памфилији, Киликији и Сирији. Амфилох је једном пожелео да се врати у Арг у Етолији, па је поверио власт Мопсу у Киликији. Међутим, када се вратио, Мопс није желео да подели власт са њим. Сукоб су решили двобојем, али су убили један другог. Њихова мржња је била толико велика, да су чак и између њихових гробова подигли кулу, како би их раздвојили.[2] Међутим, њихови духови су се након спаљивања мртвих тела пријатељски спојили и они су тада основали пророчиште које је давало најтачнија предвиђања у односу на сва друга и постало толико славно да је засенило и оно на Делфима. Питања која су се постављала су се наплаћивала јефтино; по један бакрењак. Писана су на воштаним таблицама, а одговори су стизали у сновима.[1]
3. Пигмеј, син Никодама и Еноје, кога је поменуо Антонин Либерал.[4] Према неким изворима, његова мајка је била Герана.[5]
4. Био је учесник у рату седморице против Тебе који је видео како се земља отвара да „прогута“ Амфијараја.[4]
5. Бранилац Тебе у поменутом рату „седморице“. Убио га је Хипомедонт.[4]

## Биологија
Латинско име ових личности (Mopsus) је назив за род паука.